# Cerynea ustula
Cerynea ustula là một loài bướm đêm trong họ Erebidae.